# Aiways U6
Aiways U6 – elektryczny samochód osobowy typu SUV Coupé klasy średniej produkowany pod chińską marką Aiways od 2021 roku.

## Historia i opis modelu

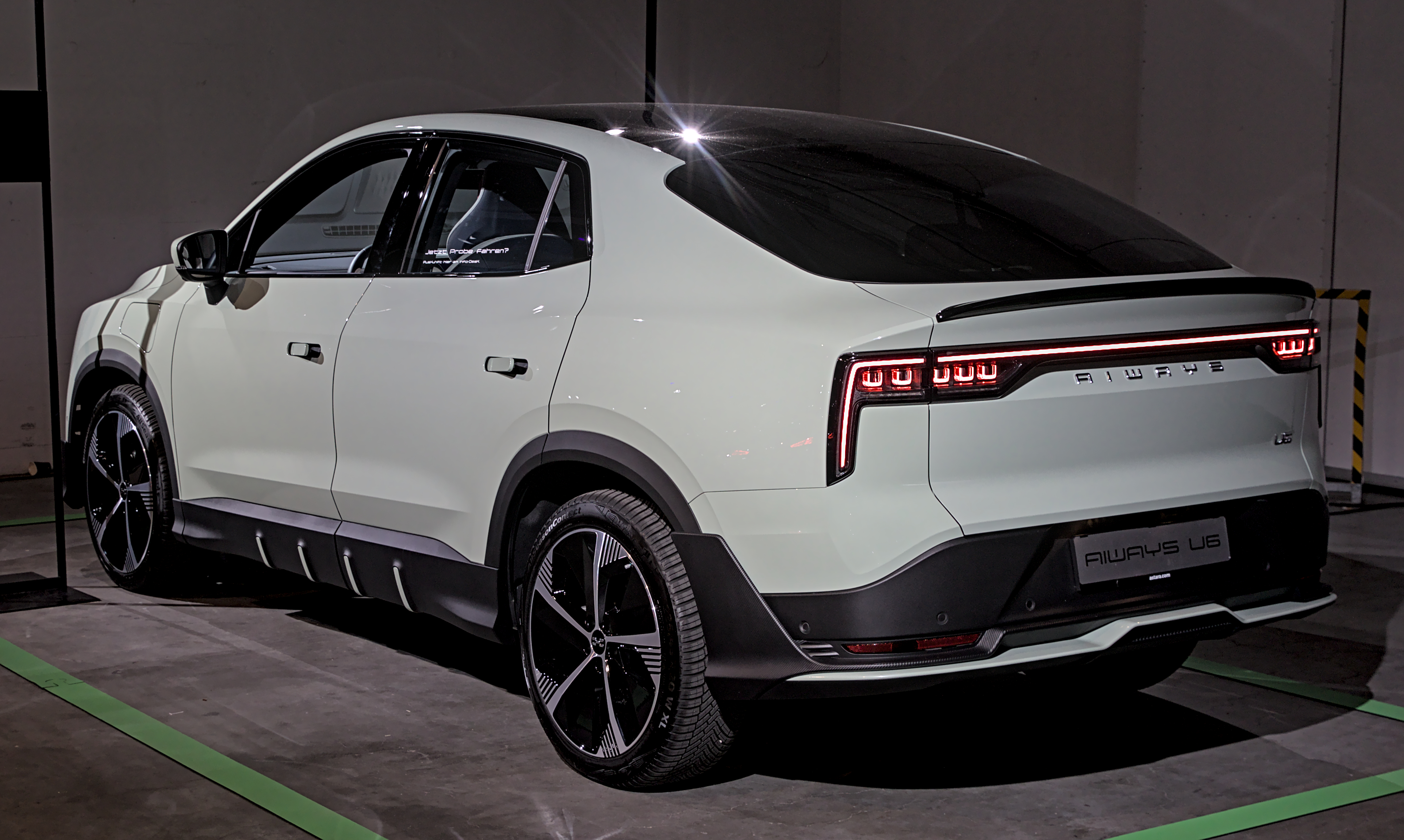
Aiways U6 - tył

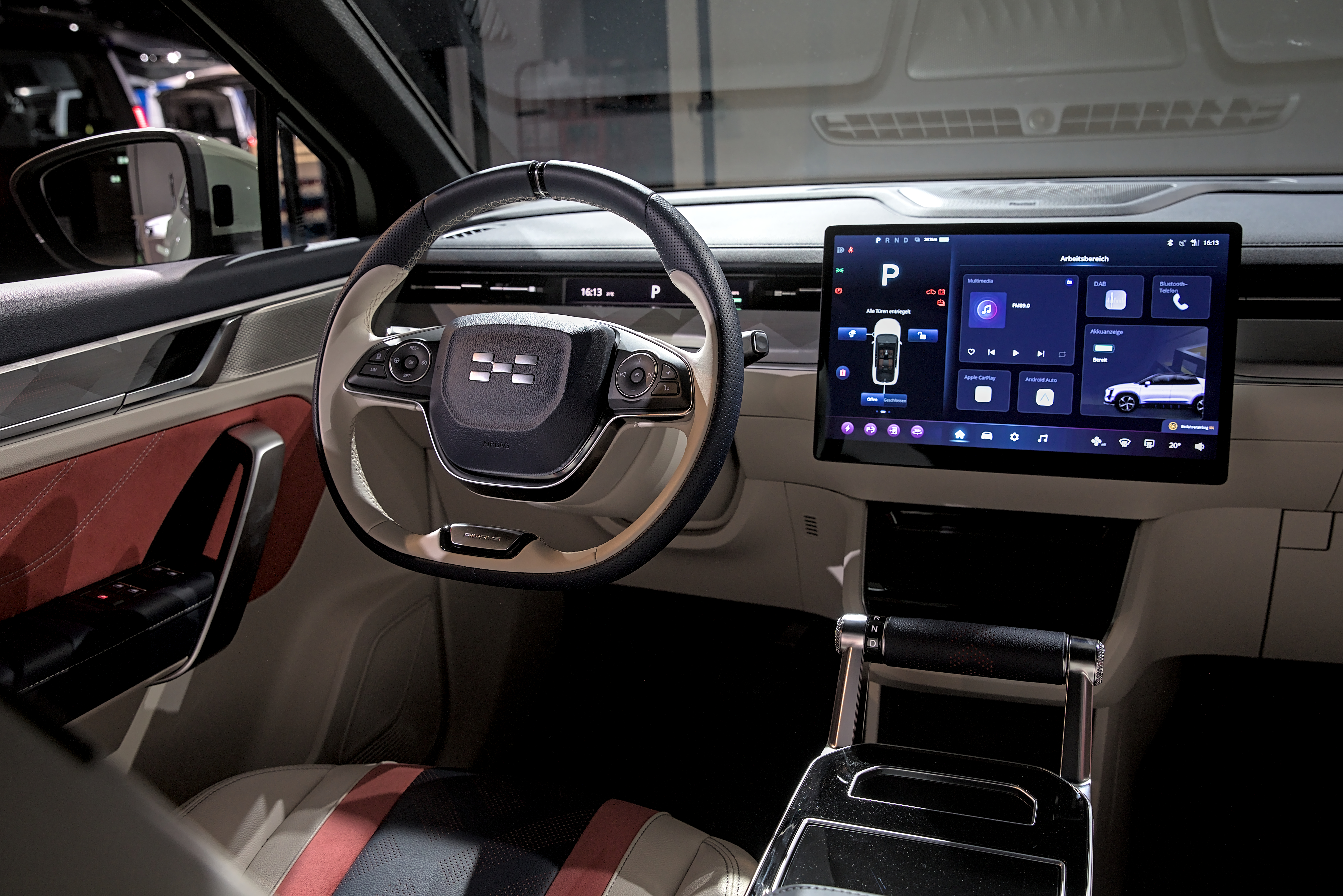
Aiways U6 - kokpit

Studyjną zapowiedzią drugiego, po SUV-e U5, produkcyjnego modelu chińskiej marki Aiways był prototyp Aiways U6ion Concept, który przedstawiony został w marcu 2020 roku. Produkcyjny model pod nazwą Aiways U6 przedstawiony został rok później, pod koniec kwietnia 2021 roku.
Pod kątem wizualnym Aiways U6 utrzymany został w awangardowym wzornictwie autora byłego stylisty Ferrari i Maserati, Kena Okuyamy. Pas przedni przyozdobiła imitacja wlotów powietrza z reflektorami wykonanymi w technologii LED, z kolei tylne lampy zyskały formę bumerangów. Linia dachu została poprowadzona łagodnie ku stopniowanemu tyłowi, realizując koncepcję tzw. SUV-ów Coupe.
Kabina pasażerska utrzymana została w minimalistycznym wzornictwie, z centralnie umieszczonym wyświetlaczem dotykowym o przekątnej 14,6-cala, a także nisko poprowadzonym tunelem środkowym i przełącznikiem trybów jazdy w kształcie wajchy.

### Sprzedaż
Po wirtualnym debiucie, produkcja Aiwaysa U6 rozpoczęła się na początku czerwca 2021 roku w chińskich zakładach produkcyjnych w Shangrao. Równocześnie producent rozpoczął zbieranie zamówień na pojazd wśród klientów w Chinach, z planami poszerzenia tego grona o klientów Europie Zachodniej w drugiej połowie 2021 roku.  Podobnie jak w przypadku modelu U5, poza rodzimym rynkiem chińskim Aiways U6 skierowany został do sprzedaży licznych państw europejskich z regionu Zachodu kontynentu jak Niemcy, Holandia, Szwajcaria, Szwecja czy Francja. Po wycofaniu operacji w Chinach, w 2023 Aiways U6 stał się samochodem oferowanym wyłącznie na eksport do Europy.

### Dane techniczne
Silnik elektryczny Aiwaysa U6 umieszczony jest przy przedniej osi, który rozwija moc 187 KM i maksymalny moment obrotowy 315 Nm. Przednionapędowy pojazd rozwija 100 km/h w 7,6 sekundy, z kolei wstępnie dostępne są dwa warianty napędowe. Słabszy, z baterią o pojemności 53 kWh, rozwija zasięg ok. 400 kilometrów na jednym ładowaniu, z kolei mocniejszy dzięki baterii 63 kWh może przejechać na jednym ładowaniu ok. 500 kilometrów.